# 4642-es mellékút (Magyarország)
A 4642-es számú mellékút egy közel 70 kilométer hosszú, négy számjegyű mellékút Békés vármegye és Csongrád-Csanád vármegye területén; Gyomaendrőd városát és a 46-os főutat köti össze Szentessel és a 44-es, illetve 45-ös főutakkal. Az ország egyik leghosszabb egybefüggően számozódó mellékútja.

## Nyomvonala
A 46-os főútból ágazik ki, annak majdnem pontosan a 42. kilométerénél, Gyomaendrőd endrődi városrészében, nagyjából déli irányban, Apponyi utca néven. Nagyjából az első kilométeréig halad a város belterületén, de még utána is sokáig halad ipari, gazdasági létesítmények között. 2,9 kilométer után egy elágazáshoz ér: itt egy önkormányzati út (Iskola utca) ágazik ki belőle nyugat felé: ez a 443-as főúttal köti össze, amely a belvárostól eddig a földrajzi magasságig csaknem párhuzamos nyomvonalon húzódik a 4642-essel, alig fél kilométerrel nyugatabbra, de az Iskola utcával való találkozásánál elfordul nyugatra, Szarvas irányába.
Az út ettől kezdve a Kondorosi út nevet viseli, majd 9,3 kilométer után eléri Gyomaendrőd, Hunya és Örménykút hármashatárát. Innét e két utóbbi település határvonalát kíséri, majdnem pontosan három kilométeren át, amikor is egy kereszteződéshez ér: itt a Mezőberényt Szarvassal összekötő 4641-es úttal találkozik, amely 17,3 kilométer teljesítésén van túl ezen a szakaszon. A kereszteződést elhagyva az út már teljesen hunyai területen folytatódik, de továbbra is külterületek közt: a falu központját csak a 46 166-os számú mellékút érinti, amely a 4641-esből ágazik ki, a 4642-esbe pedig annak pontosan a 14. kilométerénél torkollik be.
14,5 kilométer után az út Kondoros területére lép, a település lakott területének északi szélét pedig 18,8 kilométer megtételét követően éri el, ahol Endrődi utca lesz a neve. A 19,650-es kilométerszelvényét elhagyva, a központban keresztezi a 44-es főutat, annak pontosan a 97. kilométerénél. Utána a korábbi irányában folytatódik, de csak egyetlen utcasaroknyi hosszan: azt követően ugyanis 90 fokos irányváltással keletnek fordul és a Hősök tere nevet veszi fel. Egyetlen sarokkal arrébb – 19,9 kilométer után – újra délnek kanyarodik és Szénási út néven húzódik tovább.
20,2 kilométer után kiágazik belőle nyugat-délnyugati irányban a 44 309-es számú mellékút, a 2009-ben bezárt Kondoros vasútállomás kiszolgálására. Pár lépéssel ezután az út elhalad a végállomási jellegű állomás térségének keleti széle mellett, 21,2 kilométer után pedig kilép a település belterületéről. A 22+200-as kilométerszelvénye táján, felüljáróval keresztezi az M44-es autóút nyomvonalát, melynek csomópontja is van itt (Kondoros–Orosháza–Nagyszénás-csomópont), a le- és felhajtó útágak mindegyike nyugat felől csatlakozik a 4642-eshez.
26,6 kilométer után átlép az út Orosháza – pontosabban a várostól teljesen különálló Kiscsákó külterületi városrész – területére, a határ átszelését egy enyhe iránytörés is jelzi, innen ugyanis az út már délnyugati irányban halad tovább. 29,3 kilométer után eléri Csorvás határszélét, innen még nyugatabbi irányt véve folytatódik, a határvonalat kísérve. 32,5 kilométer után pedig ismét egy irányváltáshoz ér: innen nyugati irányban folytatódik, Orosháza, Csorvás és Nagyszénás hármashatárát elhagyva teljesen ez utóbbi település területén.
Nagyszénás lakott területének keleti szélét a 34. kilométerénél éri el, ahol a Zrínyi Miklós utca nevet veszi fel. A 35+150-es kilométerszelvénye táján, Nagyszénás vasútállomás térségének déli szélénél keresztezi a Mezőtúr–Orosháza–Mezőhegyes–Battonya-vasútvonalat, majd néhány lépéssel arrébb egy körforgalomba ér: itt a Szarvast Orosháza központjával összekötő 4404-es úttal találkozik, amely ezen a szakaszon 24,5 kilométer teljesítésén van túl. A folytatásban a 4642-es a Gádorosi út nevet viseli, és 36,7 kilométer után lép ki a belterületről.
38,3 kilométer után éri el Gádoros határszélét, bő egy kilométeren át a határvonalat kíséri, majd teljesen gádorosi területre ér. A település házait 40,5 kilométer után éri el, ott a Bajcsy-Zsilinszky utca nevet veszi fel. A 42. kilométere után egy elágazáshoz ér: dél felé a 4407-es út ágazik ki belőle, Orosháza központja felé. Innen még nagyjából 700 méteren át halad belterületen, majd elhagyja Gádoros házait, a következő útkereszteződésénél pedig – a 43+150-es kilométerszelvényénél, ahol a Fábiánsebestyéntől Eperjesen át idáig húzódó 4403-as út torkollik bele – ki is lép a településről, illetve átlépi Békés vármegye és Csongrád-Csanád vármegye határvonalát.

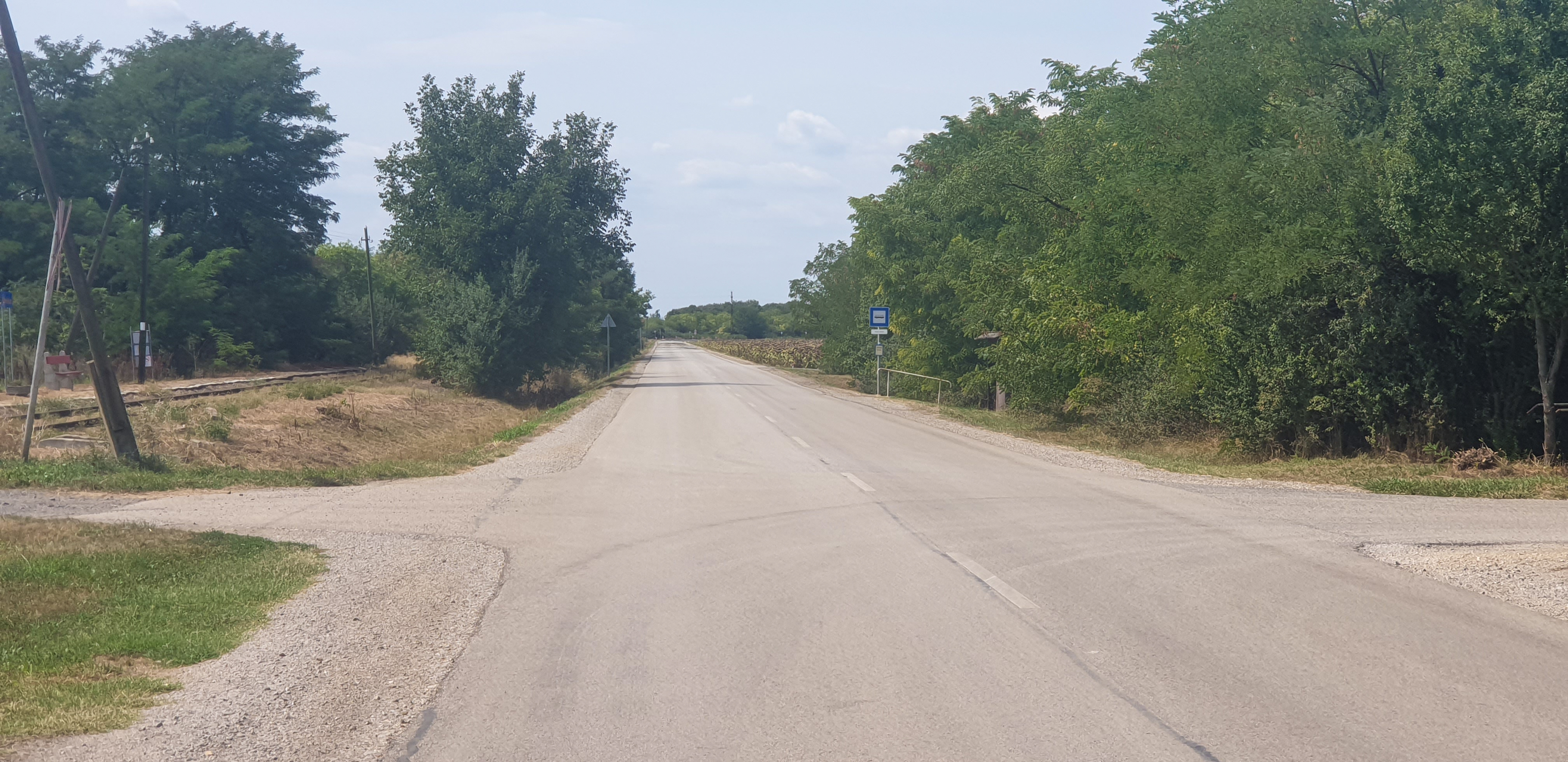
A 4642-es út Újváros térségében, Csongrád-Csanád vármegyében

A folytatásban Árpádhalom és Eperjes határvonalán húzódik, de mindkettő központjától több kilométernyi távolságban marad. 44,6 kilométer után dél felől mellésimul a Kiskunfélegyháza–Orosháza-vasútvonal nyomvonala, innentől együtt haladnak. 46,1 kilométer után elhalad Eperjes Újváros nevű külterületi településrésze (Kiskirályság) és a vasút Újváros megállóhelye mellett, kevéssel a 47. kilométere előtt pedig kiágazik belőle délkeleti irányban, Orosháza felé a 4446-os út. Ugyanitt eléri Fábiánsebestyén keleti határszélét és – a vasúttal együtt – nyugat-északnyugati irányba fordul.
Nagyjából egy kilométeren át Eperjes és Fábiánsebestyén határvonalát kíséri, de a 48. kilométerénél már teljesen ez utóbbi területén halad, ismét inkább nyugati irányt követve. 49,5 kilométer után a megszűnt Almáskert megállóhely, majd bő egy kilométerrel arrébb az ugyancsak megszűnt Mikeccsárda megállóhely térsége mellett halad el; a település lakott terüleit az 52. kilométere táján éri el. Ott a Köztársaság utca nevet veszi fel, így halad el Fábiánsebestyén megállóhely mellett, az 52+600-as kilométerszelvénye táján, majd az 53. kilométere előtt egy kereszteződéshez ér. Északnak a 4403-as út ágazik ki belőle, Eperjes felé, déli irányban pedig a 4449-es út indul, Nagymágocs-Árpádhalom felé.
Az 55. kilométere táján, már külterületen ismét elhalad egy megszüntetett vasúti megálló, Fábiánsebestyéni csemetekert megállóhely mellett, 56,4 kilométer után pedig Pusztatemplom megállóhelyet érinti. Ezután szétválik az út és a vasút nyomvonala, mert ez utóbbi kissé délebbnek kanyarodik, így az egykor rakodó-megállóhelyként kiépült, de ma már ugyancsak megszűnt Kórógy megállóhelyet az út nem érinti, annak egykori helyéhez csak egy földúton lehet eljutni, amely az 57+750-es kilométerszelvénynél ágazik ki délkelet felé. Ugyanott az út kicsit északabbi irányt vesz, keresztezi a Kórógy-ér folyását, majd 58,2 kilométer után egy elágazáshoz ér: a tovább egyenesen, nyugat-északnyugati irányban, Szentes északi külterületei felé haladó út a 4445-ös számot viseli, a 4642-es pedig délnyugat felé folytatódik.
Kevesebb, mint egy kilométer után az út ismét a vasútvonal mellé ér, így egymást kísérve lépik át Szentes határát, pontosan az út hatvanadik kilométerénél; ugyanott található, már szentesi területen a vasút Dónát megállóhelye, melynek neve az egykor itt létezett Donáttornya település emlékét őrzi. A folytatásban az út még két, régen megszűnt vasúti megálló, Lapistó megállóhely és Kántorhalom megállóhely térségét érinti, a 62., illetve a 64. kilométere közelében, 66,3 kilométer után pedig eléri Szentes keleti szélét, ahol újra elválik a vasúttól.
Szentes belterületei közé érve az Attila út nevet veszi fel, és így is ér véget, a város keleti ipari övezetében, beletorkolva egy körforgalmú csomópontba a 45-ös főút 24+600-as kilométerszelvényénél. Ugyanebben a körforgalomban ér véget, nyugat felől belecsatlakozva a 4516-os út is, amely Nagytőke községgel és a városhoz tartozó Magyartéssel köti össze Szentes belvárosát.
Teljes hossza, az országos közutak térképes nyilvántartását szolgáló kira.gov.hu adatbázisa szerint 67,359 kilométer.

## A burkolat állapota
A Fábiánsebestyéntől Szentesig terjedő szakaszt 2015-ben, a fábiánsebestyéni fogathajtó világbajnokságra készülve új burkolattal látták el. 2018-ban – folytatva a korábban megkezdett felújítást – a burkolatot Fábiánsebestyéntől egészen a megyehatár vonaláig megújították. Ezen a szakaszon az út mellett húzódó vízelvezető árkot is újramélyítették, kivágva az árokban, illetve az árok és a vasúti töltés között nőtt fákat és aljnövényzetet. A fák pótlása fiatal facsemetékkel történt, azonban ezek 90%-a nem élte meg a következő nyarat.

## Települések az út mentén
- Gyomaendrőd (Endrőd)
- (Örménykút)
- (Hunya)
- Kondoros
- Orosháza-Kiscsákó
- (Csorvás)
- Nagyszénás
- Gádoros
- (Árpádhalom)
- (Eperjes)
- Fábiánsebestyén
- Szentes